# Меггі (фільм)
«Меггі» (англ. Maggie) — американський незалежний постапокаліптичний драматичний фільм жаху 2015 р. режисера Генрі Хобсона, сценариста Джона Скотта 3. Головні ролі виконували: Арнольд Шварценеггер, Ебігейл Бреслін і Джоелі Річардсон. Фільм є драматичним відхиленням Шварценеггера, який відоміший своїми ролями кіногероя. Спочатку створений для світової прем'єри в 2014 р. під час Міжнародного кінофестивалю в Торонто, фільму випущений 23 квітня 2015 р, Lionsgate купила американські права на розповсюдження.

## Сюжет
Дівчинка-підліток на Середньому Заході заражається від спалаху хвороби, що повільно перетворює інфікованих у зомбі-канібалів. Під час її трансформації її люблячий батько залишається з нею.

## Ролі
- Арнольд Шварценеггер — Вейд
- Ебігейл Бреслін — Меггі
- Джоелі Річардсон — Керолайн
- Ейден Флаверс — Боббі
- Карсен Флаверс — Моллі
- Рейден Грір — Аллі
- Дж. Д. Евермор — Голт
- Ешлі Гадсон — перелякана жінка

## Виробництво
Зйомки почалися 23 вересня 2013 р.